# بالای سایه
بالای سایه (انگلیسی: Above the Shadows) یک فیلم در ژانر رمانتیک به کارگردانی کلودیا مایرز است که در سال ۲۰۱۹ منتشر شد.